# Valentine Friedli

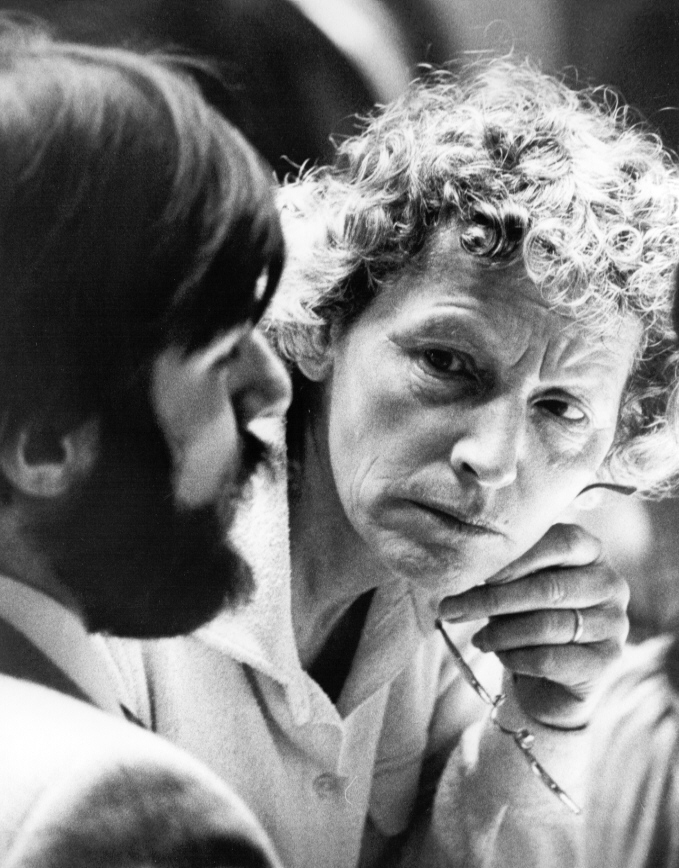
Valentine Friedli (1986)

Valentine Friedli-Grässli (* 6. April 1929 in Saint-Aubin-Sauges; † 10. Juli 2016 in Delémont, heimatberechtigt in Grabs und Welschenrohr) war eine Schweizer Politikerin (SP).
Friedli, Tochter von Ernest Graessli, besuchte die Sekundarschule in Delsberg und erlangte danach das Diplom als kaufmännische Angestellte. Sie arbeitete danach als Direktionssekretärin. Seit der Gründung der Association féminine pour la défense du Jura im Jahre 1963 gehörte sie zu den Aktiv-Mitgliedern. Sie war von 1970 bis 1990 im Vorstand des Rassemblement jurassien. In den Jahren 1973 bis 1978 war sie Stadträtin von Delsberg und von 1976 bis 1978 die einzige Frau in der verfassunggebenden Versammlung des Jura. Anschliessend, von 1979 bis 1983, war sie im jurassischen Parlament, ehe sie von 1983 bis 1987 Einsitz in den Nationalrat nahm. Ferner war sie Mitglied von Amnesty International und von SOS-Asile Jura.
Valentine Friedli war Mutter von sieben Kindern.